# هضبة الديرع
هضبة الديرع وهي عبارة عن مجموعة تلال وجبال سمراء عالية، في منطقة الثنية جنوب مدينة حائل بحوالي 65 كم، جنوب شرق عقلة بن جبرين وقد سميت بالديرع لكونها كتلة مكورة على شكل دائرة مرتفعة عما حولها